# Transferencia periódica
Una transferencia periódica (también llamada orden permanente, traspaso periódico o transferencia automática) es un método de transferencia electrónica periódica –es decir cada semana, mes, año u otro cierto intervalo de tiempo recurrente– de fondos de una persona o entidad a otra.
Una transferencia bancaria periódica se hace a partir de una cuenta bancaria a otra cuenta bancaria y se parece a una trasferencia bancaria estándar que no se realiza en el momento de la preparación, sino que está programada para una fecha específica, de modo que el banco guarda los datos y emite la transferencia automáticamente y recurrente. 
También es posible programar unas fechas exactas como límites desde cuándo y hasta cuándo se mantenga la periodicidad o,  en vez de días concretos, se puede especificar un número de repeticiones.

## Usos
Los usos típicos de una transferencia periódica son por ejemplo el pago de alquiler u otro gasto que se repite o que se ha de hacer un día determinado del mes. Además es común hacerlo como forma controlada de ahorro, transfiriendo dinero periódicamente a una cuenta de ahorro.
Se puede también hacer transferencias periódicas al extranjero, cuyo coste de España a un país de la zona SEPA es el mismo que a una cuenta bancaria nacional.

## Historia
La orden permanente es un invento alemán. La Oficina de cheques postales de Hamburgo (Postscheckamt Hamburg) introdujo por primera vez la orden permanente en 1961. Las órdenes permanentes se extendieron muy rápidamente en el sistema bancario alemán. Desde entonces, algunos países han introducido órdenes permanentes, como los Países Bajos (doorlopende machtigingen), el Japón (口座自動振替) o Gran Bretaña (standing order). Esta forma de orden permanente no es común en los EE. UU., ya que predominan los pagos con cheques.